# Jan van Kessel il Vecchio

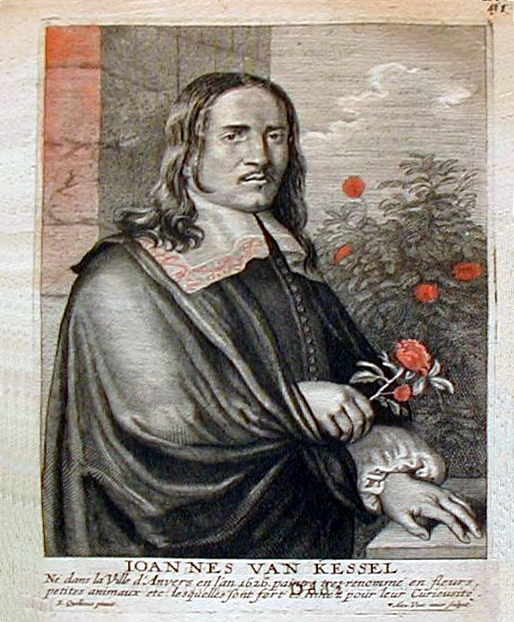
Jan van Kessel il Vecchio nellHet Gulden Cabinet.

Jan van Kessel il Vecchio (Anversa, 1626 – Anversa, 1679) è stato un pittore fiammingo, specializzato in nature morte.

## Biografia
Padre di un pittore dallo stesso nome, poi distinto in Jan van Kessel il Giovane, e nipote di Jan Brueghel il Vecchio, è stato membro della Corporazione di San Luca di Anversa dal 1645. Subì l'influenza artistica di Daniel Seghers e Frans Snyders nelle sue opere dal piccolo formato, recuperando temi e caratteristiche dei più grandi maestri della natura morta. Secondo Houbraken fu celebre per l'accuratezza formale dei suoi dipinti floreali e Cornelis de Bie scrisse una poesia per lui.
Si specializzò in piccoli dipinti riguardanti temi naturali, scene allegoriche sul mondo animale e vegetale, opere sui quattro elementi e paesaggi da tutto il mondo. Disegnò tavole imbandite e vasi di fiori, composizioni affollate e di movimento. Fu particolarmente interessato al realismo delle forme di vita da lui dipinte, utilizzò dunque illustrazioni di testi scientifici per meglio rappresentare nell'arte gli elementi naturali.

## Galleria d'immagini

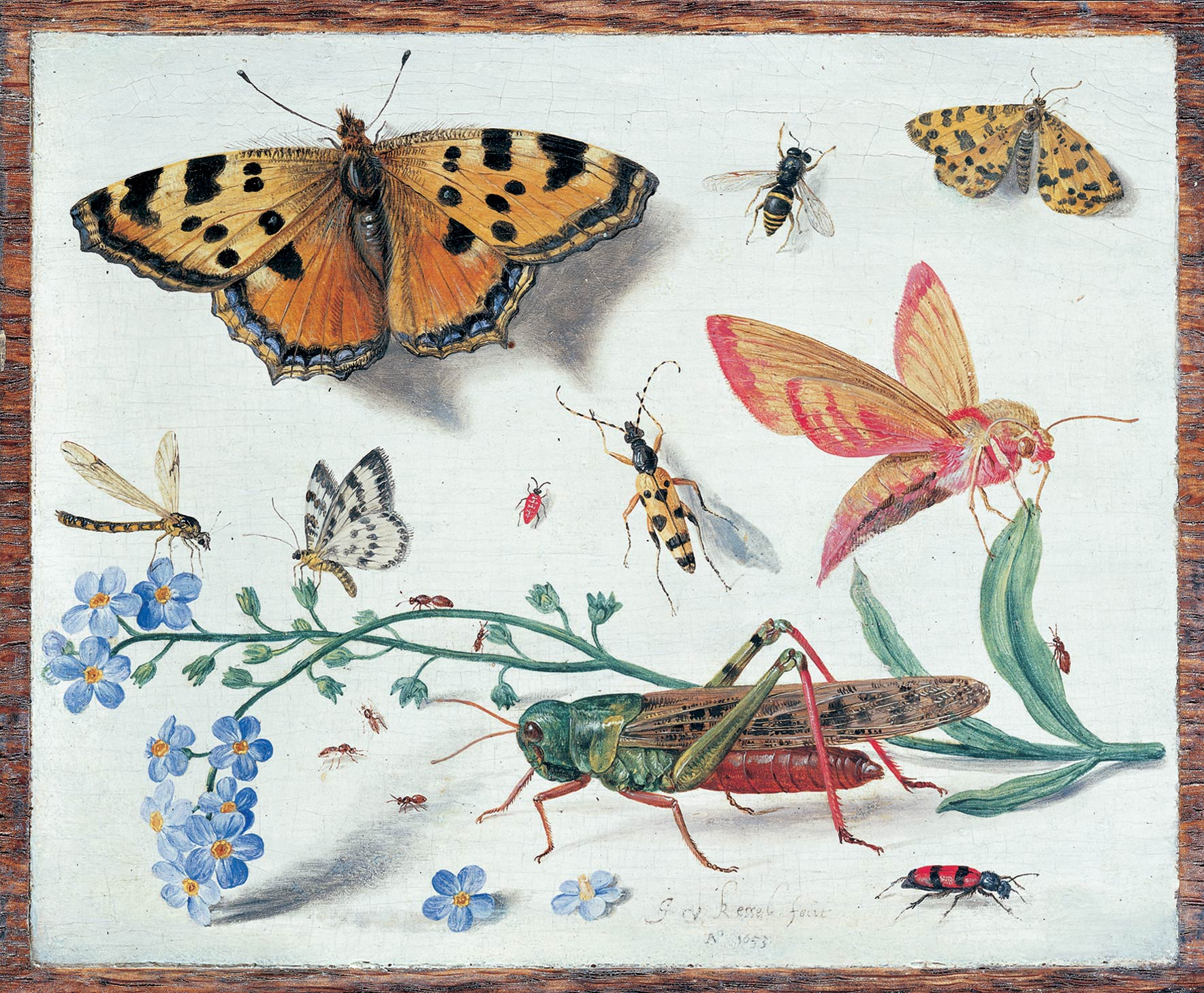
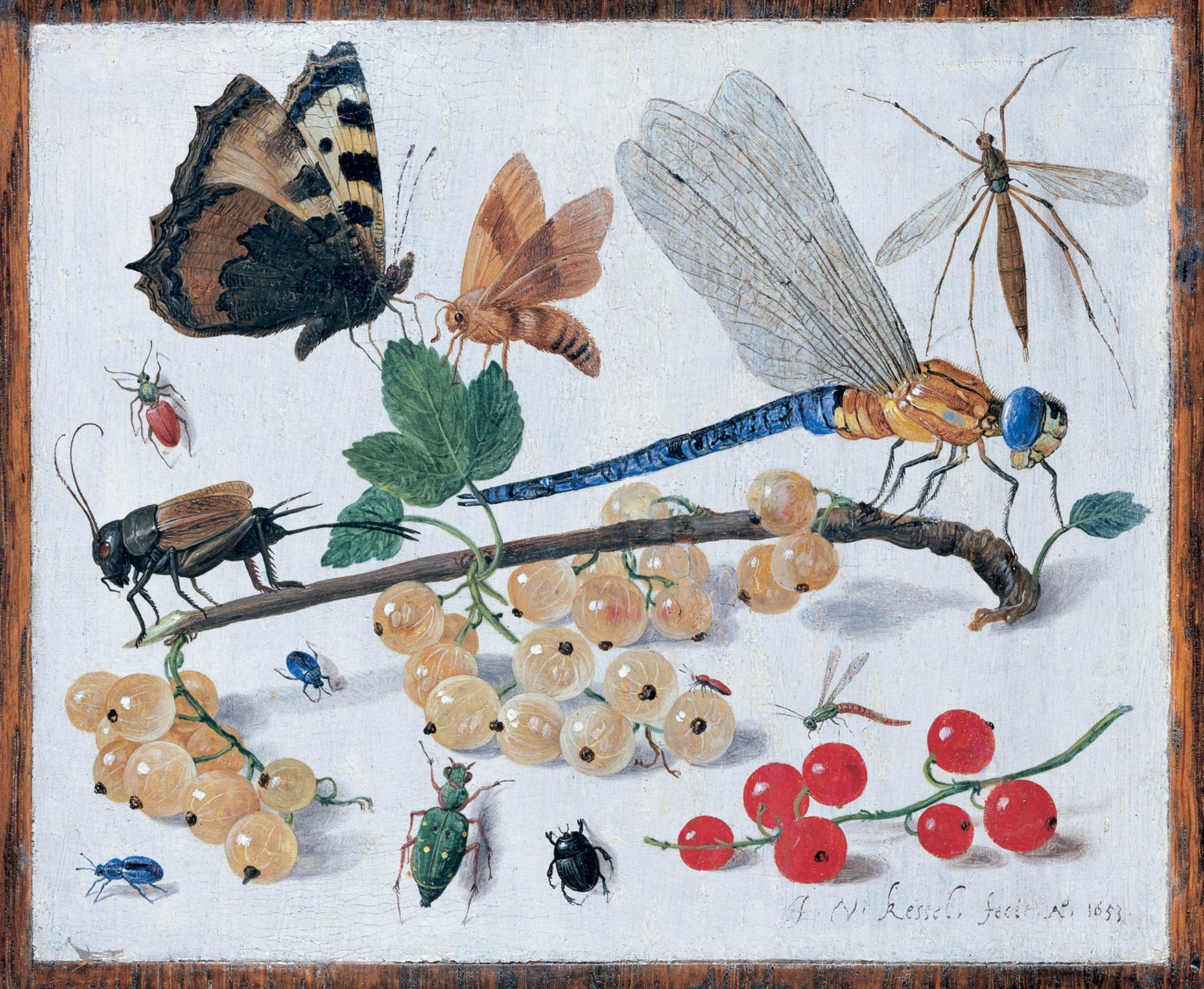
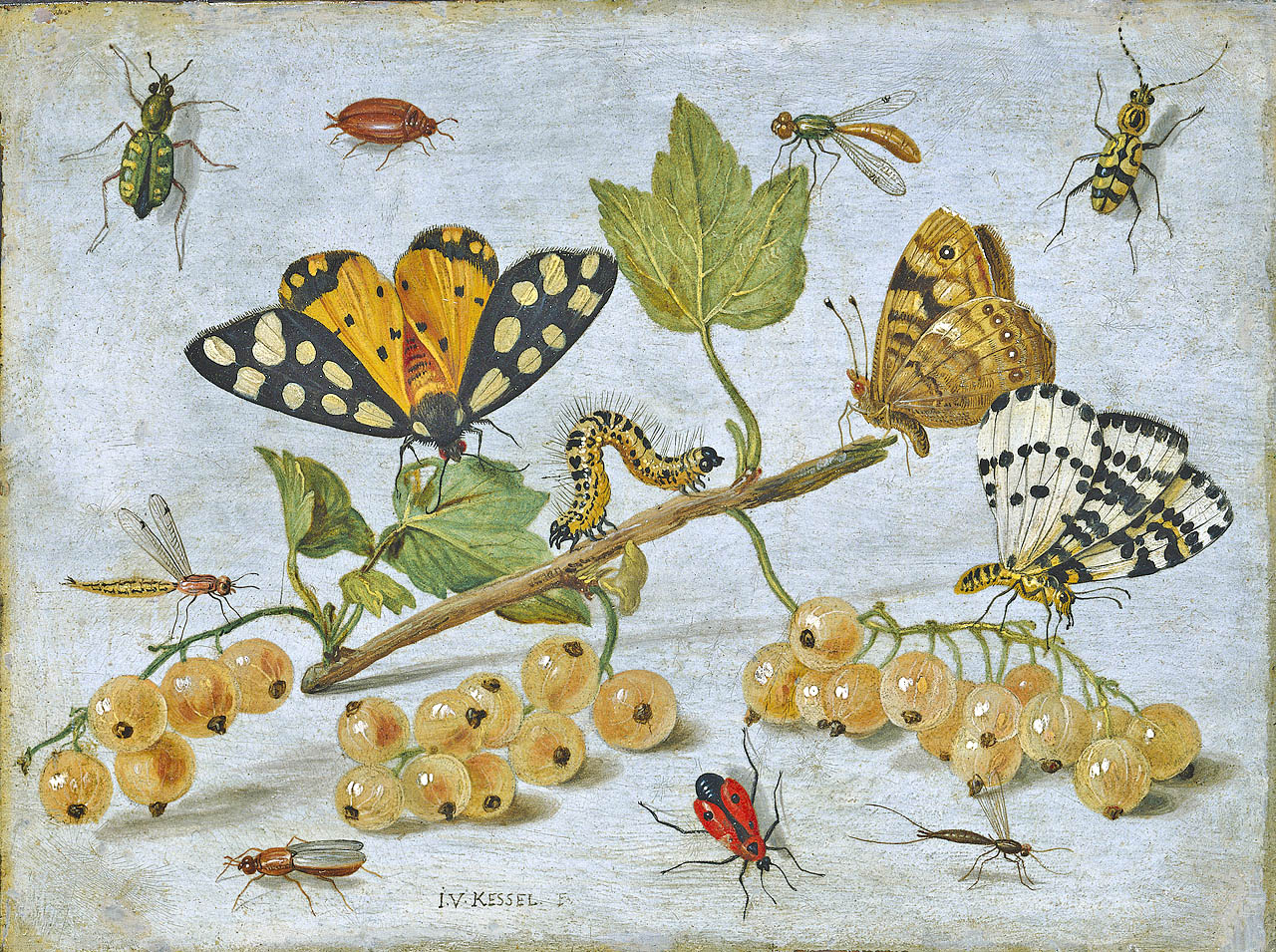
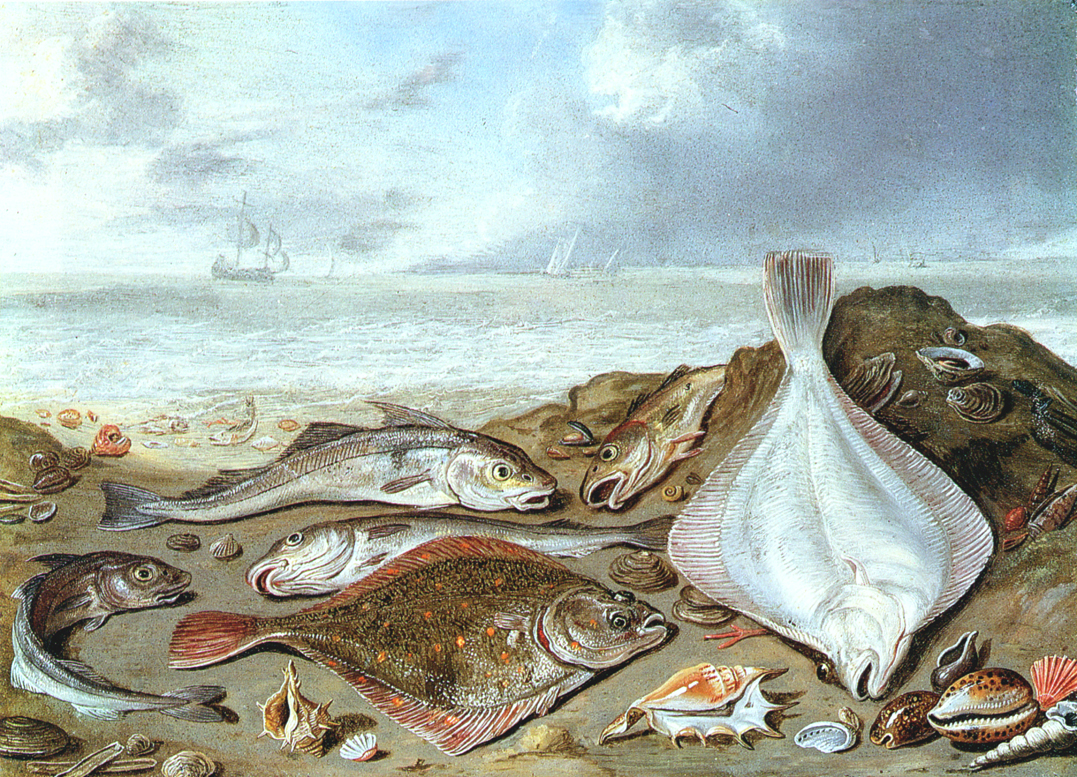
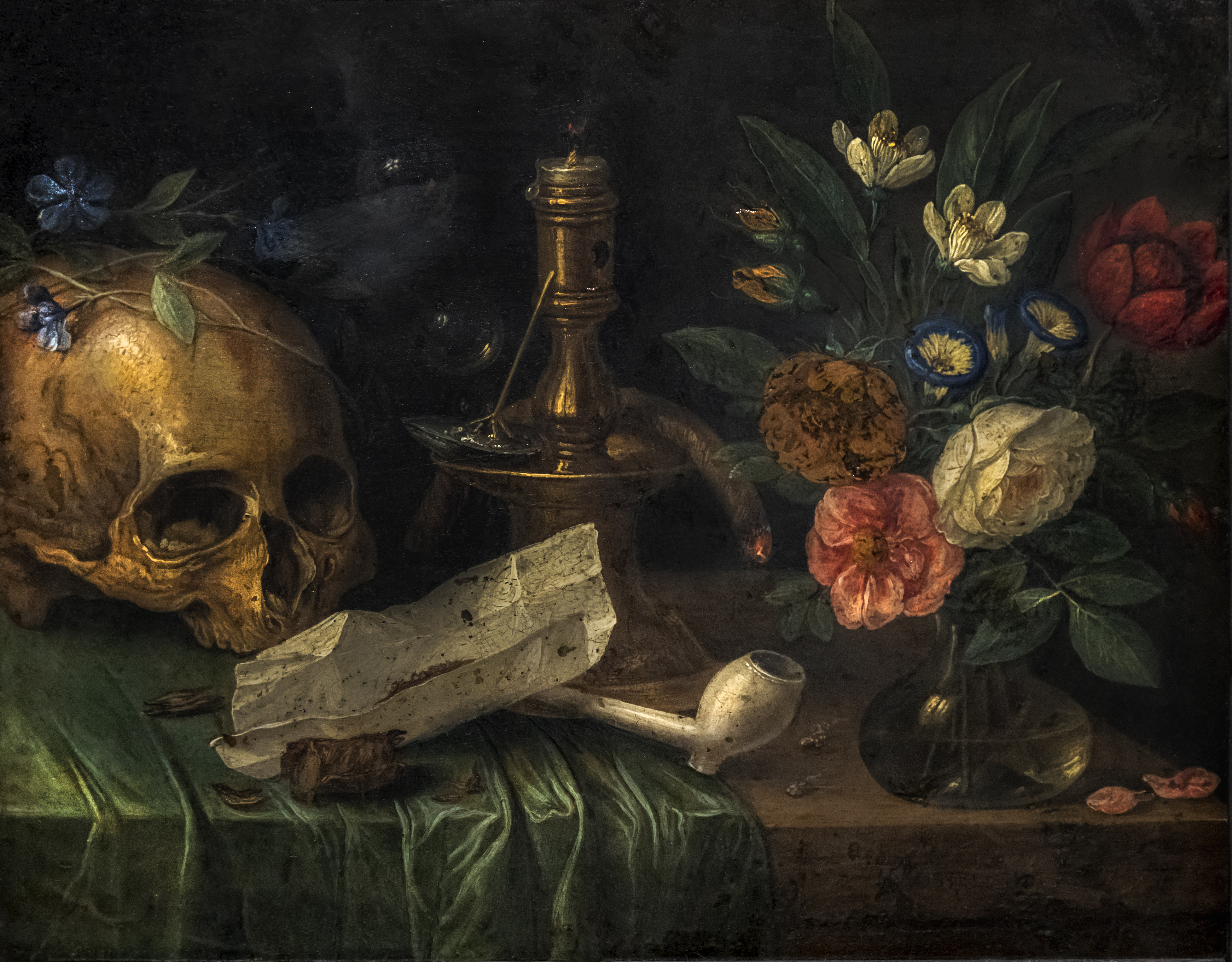
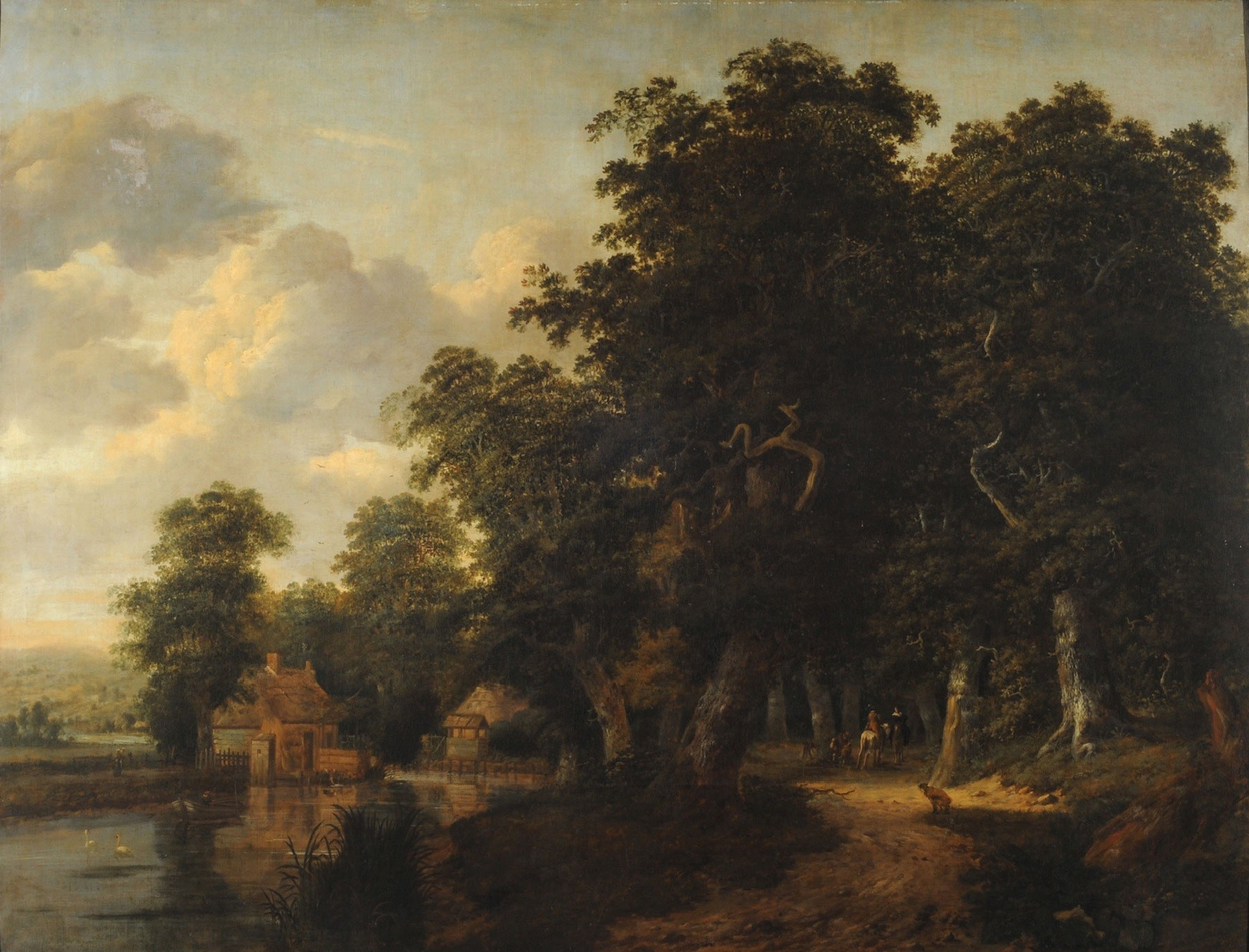